# Autoroute A10
La autoroute A10, o L’Aquitaine, une París hasta Burdeos (vía el Cinturón Periférico de Burdeos) vía Orléans, Tours, Poitiers y Niort. El tramo entre Saintes y Burdeos también forma parte de la route des Estuaires.
La sección norte (París / Poitiers) forma parte de la red de autopistas de peaje de Cofiroute. La parte sur entre Poitiers y  Burdeos forma parte de la red de autopistas de peaje de Autoroutes du Sud de la France. 
Hay varios tramos libres de peaje:
- 21 km entre A6 y N104 (al sur de París);
- 8 km entre las salidas 20 y 22 a la altura de Tours;
- 19 km entre la N10 y el intercambiador entre N230 y A630, al norte de Burdeos.

## Salidas
| Número de Salida y datos de interés | Nombre de Salida | Carretera que enlaza                       |
| ----------------------------------- | --- | ------------------------------------------ |
|                                     | Wissous | A6 E-15                                    |
| 5 (km 4)                            | Étampes, Orléans por RN | N 20                                       |
|                                     | Évry, Lyon | A126                                       |
| 7                                   | Estación de TGV Massy-Palaiseau (prohibido para camiones + 3,5 t) (Salida por la izquierda)                                      |                                            |
| 8                                   | Orsay, Bures (interdit +3,5 t) por Bretelle de Chevreuse                                                                         |                                            |
| 9                                   | Chartres por Route departemental, Les Ulis, Z.A. Courtaboeuf                                                                     |                                            |
|                                     | Hacia A13 (Rouen), París Pte St Cloud/ Les Ulis                                                                                  | N 118                                      |
|                                     | Hacia A4 y A6 Marcoussis, Orleans por RN, Arpajon, Linas-Montlhéry                                                               | N 104 E-50                                 |
| 9 (km 12)                           | Chartres por Routes nationales, Les Ulis                                                                                         |                                            |
| Tramo de peaje hasta 10             | |                                            |
|                                     | Sentido Burdeos > París |                                            |
|                                     | Área de Servicio de 'Limours-Janvry                                                                                              | Estación de autobuses de Briis-sous-Forges |
|                                     | Sentido París > Burdeos |                                            |
| Límite territorial                  | Entre Yvelines (78) y Essonne (91)                                                                                               |                                            |
| 10 (km 20)                          | Dourdan, Saint-Arnoult-en-Yvelines                                                                                               |                                            |
| Peaje de Saint-Arnoult              | |                                            |
|                                     | Nantes, Le Mans, Rennes | A11 E-50                                   |
| 11 (km 36)                          | Allainville, Étampes | N 191                                      |
| Límite territorial                  | Entre regiones Ile de France y Centre y departamento Eure et Loire y Yvelines                                                    |                                            |
| (km 44)                             | Área de descanso de Boutroux (sentido París > Burdeos); Marnières (sentido Burdeos > París)                                      |                                            |
|                                     | Área de Servicio de : Francheville (setidos París > Burdeos); Val Neuvy (sentido Burdeos > París)                                |                                            |
|                                     | Ambos sentidos |                                            |
| 12 (km 66)                          | Allaines-Mervilliers, Janville, Chartres, Châteaudun                                                                             | N 154                                      |
|                                     | Área de descanso de Le Héron Cendré (sentido París > Burdeos); La Dauneuse (sentido Burdeos > París)                             |                                            |
| Límite territorial                  | Entre departamentos de Eure et loire (28) y Loiret (45)                                                                          |                                            |
| 13 (km 79)                          | Artenay | N 20 D 2020                                |
|                                     | Montargis, Sentido, Pithiviers, Auxerre.                                                                                         | A19 E-60                                   |
| 14 (km 94)                          | Orléans-Norte, Montargis, Fontainebleau (Autoroute du Norte d'Orléans qui rejoint la rocade Norte vers Montargis, Orléans-centre | A701 N 701 / D 2701                        |
| (km 98)                             | Orléans, Clermont-Ferrand, Limoges, Bourges, Vierzon                                                                             | A71 E-09                                   |
|                                     | Área de descanso de Chauvry (sentido Burdeos > París)                                                                            |                                            |
| 15 (km 116)                         | Meung-sur-Loire | D 2                                        |
|                                     | Área de Servicio Meung-sur-Loire (sentido París > Burdeos); Beaugency - Messas (sentido Burdeos > París)                         |                                            |
| Límite territorial                  | Entre departamentos de Loiret (45) y Loir-et-Cher(41)                                                                            |                                            |
|                                     | Área de descanso de Fougères (sentido París > Burdeos); Brusolle (sentido Burdeos > París                                        |                                            |
|                                     | Sentido París > Burdeos) |                                            |
| 16 (km 132)                         | Mer | D 205                                      |
|                                     | Área de Servicio Blois - Villerbon (sentido París > Burdeos); Blois - Menars (sentido Burdeos > París)                           |                                            |
| 17 (km 149)                         | Blois | D 50                                       |
|                                     | Área de descanso de La Chatière (sentido París > Burdeos); Les Bruères (sentido Burdeos > París)                                 |                                            |
| Límite territorial                  | entre departamentos de Loir-et-Cher (41) y Indre-et-Loire (37)                                                                   |                                            |
| 18 (km 179)                         | Château-Renault, Amboise | N 10 D 31                                  |
|                                     | Área de descanso de La Courte Épée (sentido París > Burdeos); La Picardière (sentido Burdeos > París)                            |                                            |
| Peaje de Monnaie                    | |                                            |
|                                     | Área de Servicio Tours - la Longue Vue (sentido París > Burdeos); Tours - Val de Loire (sentido Burdeos > París)                 |                                            |
|                                     | Le Mans, Alençon, Rouen | A28 E-502                                  |
| 19 (km 200)                         | Tours-Norte | D 901                                      |
| 20 (km 205)                         | Tours, Sainte-Radegonde | D 801                                      |
| Tramo gratuito entre 20 y 22        | |                                            |
|                                     | Sentido París > Burdeos |                                            |
| 21 (km 207)                         | Tours-Centre |                                            |
| 22 (km 211)                         | Tours, Saint-Avertin |                                            |
| Tramo gratuito entre 22 y 30        | |                                            |
|                                     | Sentido Burdeos > París |                                            |
| 23 (km 213)                         | Chambray-lès-Tours |                                            |
| 24 (km 215)                         | Chambray-lès-Tours-Sur | D 37                                       |
|                                     | Angers, Vierzon, Châteauroux, Bourges                                                                                            | A85 E-60                                   |
|                                     | Área de descanso de Le Village Brûlé (sentido París > Burdeos); Le Moulin Rouge (sentido Burdeos > París)                        |                                            |
| 24.1 (km 224)                       | Sorigny, Montbazon | D 84                                       |
| Peaje de Sorigny                    | |                                            |
|                                     | Área de descanso de Sainte-Maure-de-Touraine (sentido París > Burdeos); La Fontaine Colette (sentido Burdeos > París)            |                                            |
| 25 (km 242)                         | Sainte-Maure-de-Touraine | D 760                                      |
|                                     | Área de descanso de Maillé (sentido París > Burdeos); Nouâtre (sentido Burdeos > París)                                          |                                            |
| Límite territorial                  | Entre regiones de Centre y Poitou-Charentes y entre departamentos de Loir-et-Cher (41) y Vienne (86)                             |                                            |
|                                     | Área de descanso de Châtellerault - Antran (sentido París > Burdeos); Châtellerault - Usseau (sentido Burdeos > París)           |                                            |
| 26 (km 273)                         | Châtellerault-Norte, La Roche-Posay                                                                                              | D 161 D 1                                  |
|                                     | Área de descanso de Les Meuniers (sentido París > Burdeos); Les Chagnats (sentido Burdeos > París)                               |                                            |
| 27 (km 279)                         | Châtellerault-Sur, Naintré | D 910                                      |
|                                     | Área de Servicio Poitiers - Jaunay-Clan (sentido París > Burdeos); Poitiers - Chincé (sentido Burdeos > París)                   |                                            |
| 28 (km 296)                         | Futuroscope, Chasseneuil-du-Poitou                                                                                               | D 20d                                      |
| 29 (km 302)                         | Limoges, Poitiers-Norte, Angers por Routes nationales                                                                            | N 147 E-62                                 |
|                                     | Área de descanso de Les Cent Septiers (sentido París > Burdeos)                                                                  |                                            |
|                                     | Área de descanso de Les Quatre Vents (sentido Burdeos > París)                                                                   |                                            |
|                                     | (ambos sentidos) |                                            |
| 30 (km 311)                         | Angoulême, Poitiers-Sur | N 10                                       |
| Tramo de peaje entre 30 y 39a       | |                                            |
|                                     | Área de descanso de Coulombiers (ambos sentidos)                                                                                 |                                            |
|                                     | Área de Servicio Rouillé - Pamproux (ambos sentidos)                                                                             |                                            |
| Límite territorial                  | Entre departamentos de Vienne (86) y Deux-Sèvres (79)                                                                            |                                            |
| 31 (km 344)                         | Lusignan, Saint-Maixent-l'École                                                                                                  | D 611                                      |
|                                     | Área de descanso de Sainte-Eanne (ambos sentidos)                                                                                |                                            |
|                                     | Área de descanso de Sainte-Néomaye (ambos sentidos)                                                                              |                                            |
|                                     | Nantes, Angers, La Roche-sur-Yon                                                                                                 | A83                                        |
| 32 (km 371)                         | Niort, Limoges | D 126 D 174                                |
|                                     | Área de Servicio Poitou - Charentes (ambos sentidos)                                                                             | N 11                                       |
| 33 (km 380)                         | Niort-Centre, -Sur, La Rochelle, Rochefort, Porthenay, Bressuire                                                                 | N 248 E-601                                |
|                                     | Área de descanso de Gript (ambos sentidos)                                                                                       |                                            |
| Límite territorial                  | Entre departamentos de Deux-Sèvres (79) y Charente-Maritime (17)                                                                 |                                            |
|                                     | Área de descanso de Dœuil-sur-le-Mignon (ambos sentidos)                                                                         |                                            |
|                                     | Área de descanso de Lozay (sentido París > Burdeos)                                                                              |                                            |
|                                     | Área de descanso de La Benâte (sentido Burdeos > París)                                                                          |                                            |
| 34 (km 413)                         | Saint-Jean-d'Angély, Cognac | D 939                                      |
|                                     | Área de Servicio Fenioux (ambos sentidos)                                                                                        |                                            |
|                                     | Área de descanso de Port d'Envaux (dans chaque sentido)                                                                          |                                            |
|                                     | Rochefort, La Rochelle | A837 E-602                                 |
| 35 (km 440)                         | Saintes, Royan, Angoulême, Île d'Oléron                                                                                          | N 137 E-602                                |
|                                     | Área de descanso de Chermignac (ambos sentidos)                                                                                  |                                            |
|                                     | Área de Servicio Saint-Léger (ambos sentidos)                                                                                    |                                            |
| 36 (km 461)                         | Pons | D 732                                      |
|                                     | Área de descanso de Saint-Palais-de-Phiolin (ambos sentidos)                                                                     |                                            |
|                                     | Área de descanso de Saint-Ciers-du-Taillon (ambos sentidos)                                                                      |                                            |
| 37 (km 481)                         | Mirambeau, Jonzac, Royan | D 254 D 730                                |
|                                     | Área de descanso de Boisredon (sentido Burdeos > París)                                                                          |                                            |
| Límite territorial                  | Entre regiones de Poitou-Charentes y Aquitaine y departamentos de Charente-Maritime (17) y Gironde (33)                          |                                            |
|                                     | Área de descanso de Saint-Caprais (sentido París > Burdeos)                                                                      |                                            |
| 38 (km 498)                         | Montendre, Blaye, Saint-Ciers-sur-Gironde                                                                                        | D 254                                      |
|                                     | Área de Servicio Saugon (ambos sentidos)                                                                                         |                                            |
|                                     | Área de descanso de Saint-Christoly (sentido París > Burdeos)                                                                    |                                            |
|                                     | Área de descanso de Cézac (sentido Burdeos > París)                                                                              |                                            |
| Peaje de Virsac                     | |                                            |
| 39a (km 527)                        | Libourne, Saint-André-de-Cubzac                                                                                                  | N 10 D 1010                                |
| 39b (km 527)                        | Barbezieux, Angoulême | N 10 D 1010                                |
| 40a (km 530)                        | Saint-André-de-Cubzac | D 670                                      |
| 40b (km 530)                        | Blaye |                                            |
|                                     | Área de Servicio L'Estalot (sentido París > Burdeos); Meillac (sentido Burdeos > París)                                          |                                            |
| 41 (km 536)                         | Ambès, Saint-Vincent-de-Paul, ZI Bassentido, Zone portuaire                                                                      | D 116                                      |
| 42 (km 538)                         | Ambarès-et-Lagrave, Saint-Loubès                                                                                                 | D 1010                                     |
| 43 (km 540)                         | Sainte-Eulalie, Ambarès-et-Lagrave, Carbon-Blanc                                                                                 | D 911                                      |
| 44 (km 542)                         | Carbon-Blanc, Bassens |                                            |
| 45 (km 543)                         | Lormont |                                            |
|                                     | Rocade de Burdeos | A630                                       |
| Burdeos                             | |                                            |